# Los castillos de Borgoña
Los castillos de Borgoña, originalmente y en alemán Die Burgen von Burgund, es un juego de tablero para entre dos y cuatro jugadores diseñado por Stefan Feld y publicado en 2011 por Alea, un sello editorial de la empresa alemana Ravensburger.
El juego se ambienta en valle del Loira durante el siglo XV. Como príncipes influyentes, los jugadores dedican sus esfuerzos a construir y comerciar con inteligencia para que sus dominios destaquen sobre los de sus rivales. No obstante, pese a tratarse de un juego temático, su implementación es bastante abstracta.
Durante la partida los jugadores eligen fichas de construcciones o conocimientos de un tablero común, estando su capacidad de elección restringida por una tirada de dados previa. Dichas fichas deben colocarse en un tablero propio de cada jugador, que representa su principado. El principado consta de varias regiones, cada una de las cuales requiere su propio tipo de ficha de asentamiento. Al colocarse allí, cada ficha tiene un efecto que afecta a la posibilidad de acciones posteriores.  Su sistema de puntuación valora el tamaño de las regiones «completas», bonificaciones por la posesión conjunta de conocimientos y construcciones relacionadas con ellos, ventas de mercancías efectuadas al colocar determinadas losetas y otros factores que hacen de Los castillos de Borgoña un ejemplo ideal de lo que los aficionados llaman un «juego de ensalada de puntos». Los Castillos de Borgoña popularizaron este subgénero, que ahora es común en el diseño de juegos de mesa.

## Premios y nominaciones
El juego ha obtenido importantes reconocimientos, entre los que destacan:
- 2011 Tric Trac de Bronze
- 2011 Recomendado Spiel des Jahres
- 2011 Ganador del Meeples Choice Award
- 2011 Nominado al International Gamers Award en la categoría de estrategia general multijugador
- 2011 Nominado al premio Golden Geek en la categoría de mejor juego de mesa de estrategia
- 2011 Segundo claificado en el Deutscher Spiele Preis en la categoría de mejorr juego familiar y de adultos
- 2012 Nominado al premio As d'Or
- 2018 Finalista en el Juego del Año por su edición en español

En 2025 accedió al salón de la fama de BoardGameGeek como uno de sus veinticinco primeros juegos seleccionados.